# Bathyphantes biscapus
Bathyphantes biscapus är en spindelart som beskrevs av Kulczynski 1926. Bathyphantes biscapus ingår i släktet Bathyphantes och familjen täckvävarspindlar. Inga underarter finns listade.